# ウルトラナショナリズム
ウルトラナショナリズム（英: Ultranationalism）とは、「特定の国家あるいは民族の利益を他の何よりも追求する極端なナショナリズム」を意味する用語である。日本語では超国家主義と訳されるが、ほとんど逆の意味のスープラナショナリズム（国家を超越した国際機関に主権を委ねるべきとする思想）にも同じ訳語が充てられることがあるので、本項では混同を避ける意味からも、ウルトラナショナリズムの語を用いる。

## 概要
ウルトラナショナリズムは、「国家再生 (Palingenesis)」の概念と組み合わさることにより、ファシズムの重要な基盤となり得る。政治思想としては極右に位置付けられ、国によっては一部のウルトラナショナリズム団体をテロ組織として取り締まっている場合もある。
ヤヌシュ・ブガジスキによれば、「ウルトラナショナリズムは、最も極端、あるいは発展した形態においてファシズムに似ており、特徴として外国人嫌悪や全体主義とさえ言える権威主義的政策、カリスマ的指導者と国家、必ずしも政党の形態をとらない政治運動組織の「有機的統一」という神話の強調などが見いだされる」。
ロジャー・グリフィンによれば、ウルトラナショナリズムは本質的に「外国人嫌悪」であり、「過去の文化史・政治史における自国または自民族の偉大さや、敵勢力を打倒してきた歴史などといったひどく神話化された物語を通して」それ自体を正当化することが知られており、また、「下品な形態の人類学、遺伝学、優生学を利用して、国家の優越性と使命、さらには悪徳や非人間性を合理化することさえある」という。

## ウルトラナショナリストの組織

### 政党

#### 立法府に代表を輩出している政党
- 日本: 参政党[7]
- ブルガリア: アタカ国民連合[8]
- キプロス: ELAM[9]
- ドイツ：ドイツのための選択肢 (AfD)[10][11]
- 中国：中国共産党[12][13][14]
- 北朝鮮:朝鮮労働党
- ギリシャ: ギリシャの解決策[15]
- インド: シヴ・セーナー[16]
- イスラエル: ツクマ[17]
- イタリア: イタリアの同胞[18]
- ポーランド: 国民運動[19]
- ロシア: エル・デー・ペー・エル（ロシア自由民主党）[20]、祖国 (ロシア)[21]
- セルビア: セルビア急進党[22]
- スロヴァキア: 人民党・我らがスロヴァキア[23]
- スペイン: Vox[24][25]
- スイス: スイス国民党[26]
- トルコ: 民族主義者行動党[27][28]、大統一党[29]
- ウクライナ: 全ウクライナ連合「自由」[30]

#### 過去に立法府に代表を輩出していた政党
- ギリシャ：黄金の夜明け[31][32][33]

### 政治団体
- 日本：日本会議[34][35][36][37][38]、在日特権を許さない市民の会[39][40]、国家社会主義日本労働者党、維新政党・新風、幸福実現党、日本第一党

- ロシア：ルシッチ、ロシア帝国運動、スパルタ大隊、ソマリア大隊、ワグネル・グループ[41]。

- トルコ：灰色の狼[42][43][44]
- イギリス：イングランド防衛同盟[45]

### GHQに解散させられた団体
第二次世界大戦後の1946年（昭和21年）1月4日、連合国軍最高司令官総司令部は、大日本一新会（前身は大日本生産党）、大日本興亜連盟、言論報国会など27団体を超国家主義団体であるとして解散を指令した。